# Valles Marineris

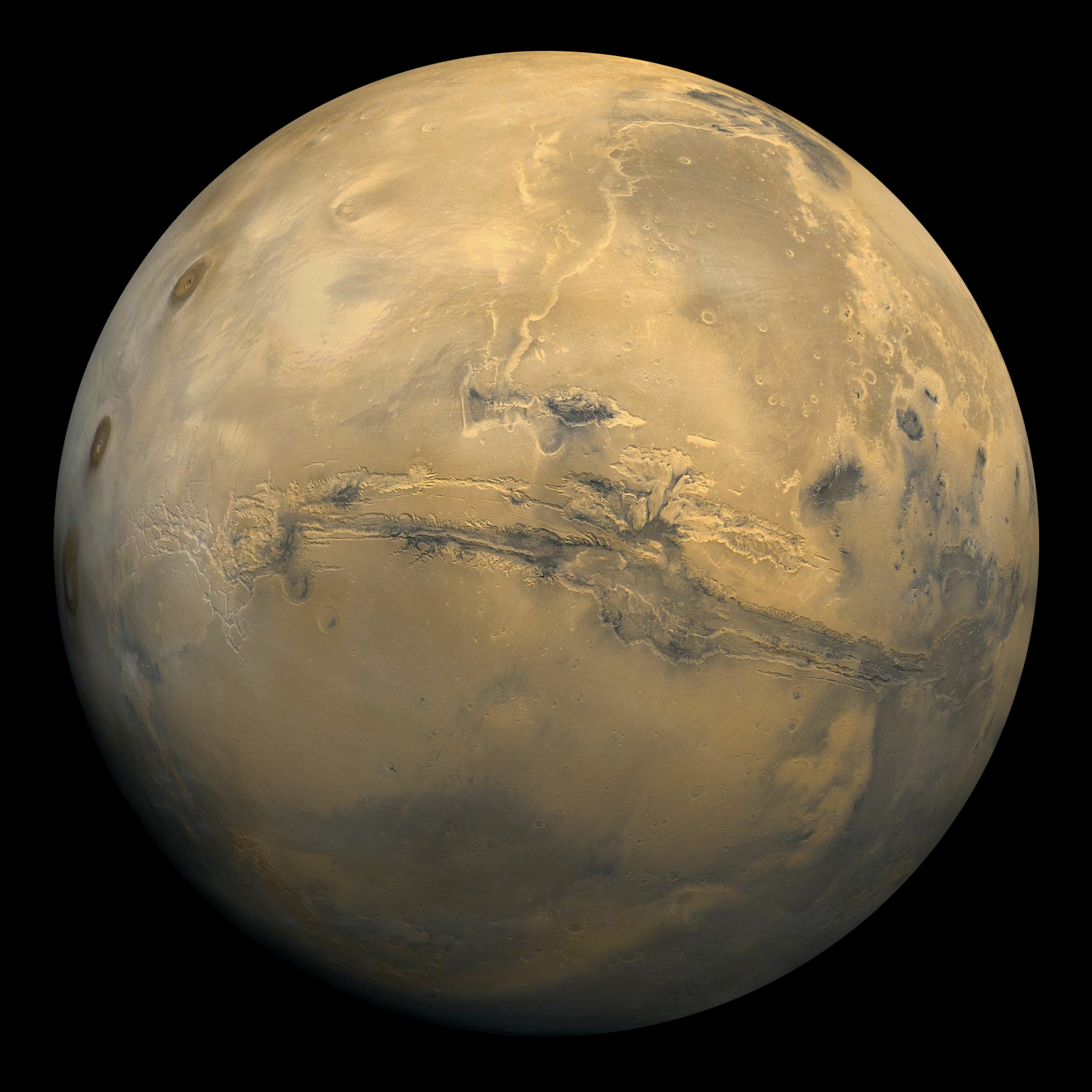
Valles Marineris

Valles Marineris (denumit după Mariner 9) este un sistem de canioane de la suprafața planetei Marte la est de regiunea vulcanică Tharsis . Are o lungime mai mare de 4000 de km, o lățime mai mare de 200 km și o adâncime de 7 km.